# Tallumpaviljongen

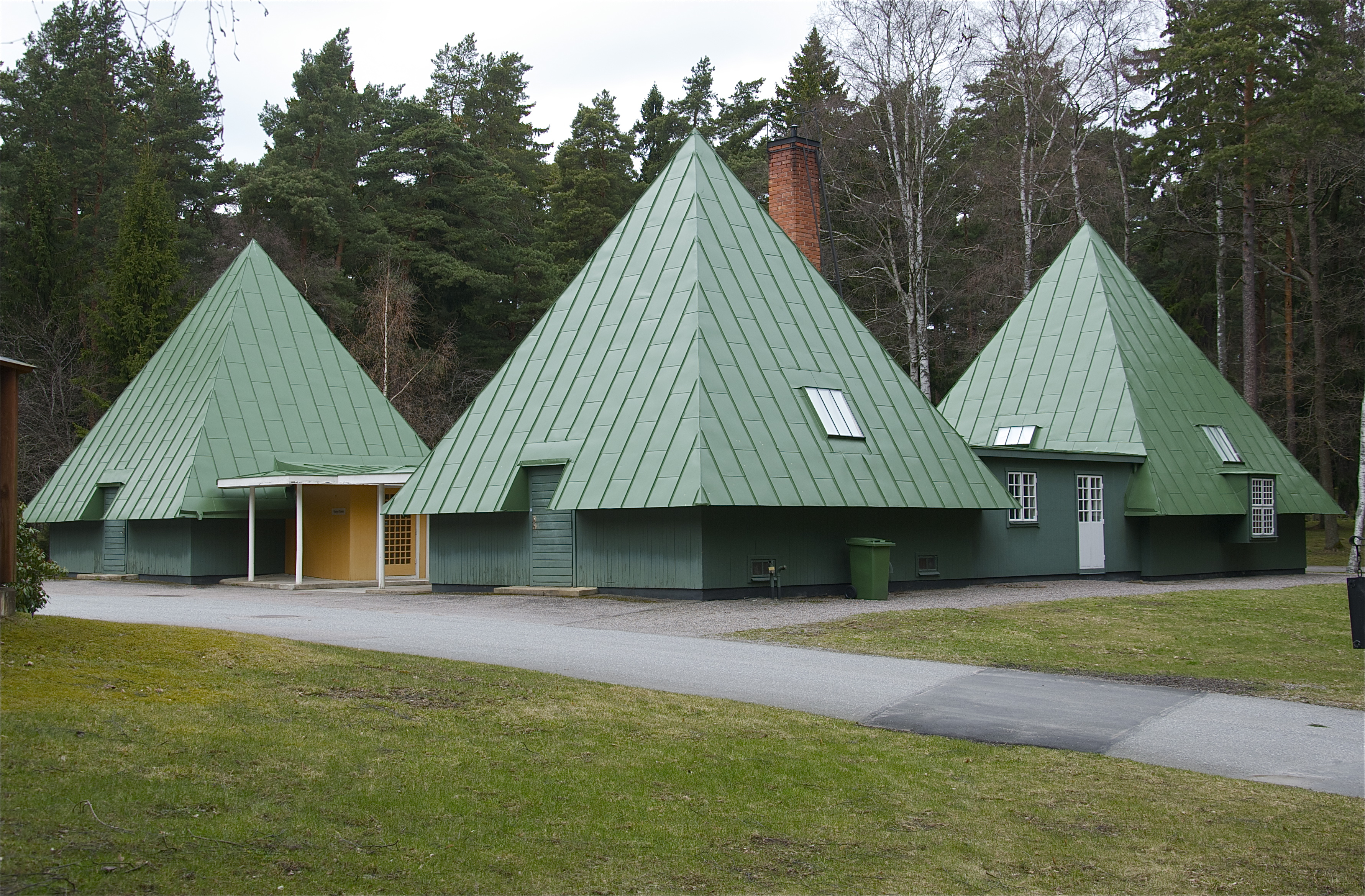
Tallumpaviljongen från sydost

Tallumpaviljongen (eller Tallum Paviljongen som den ursprungligen hette) ritades 1922 av Gunnar Asplund och invigdes 1923. Byggnaden ligger i södra delen av Skogskyrkogården som sedan 1994 är ett av Unescos världsarv.

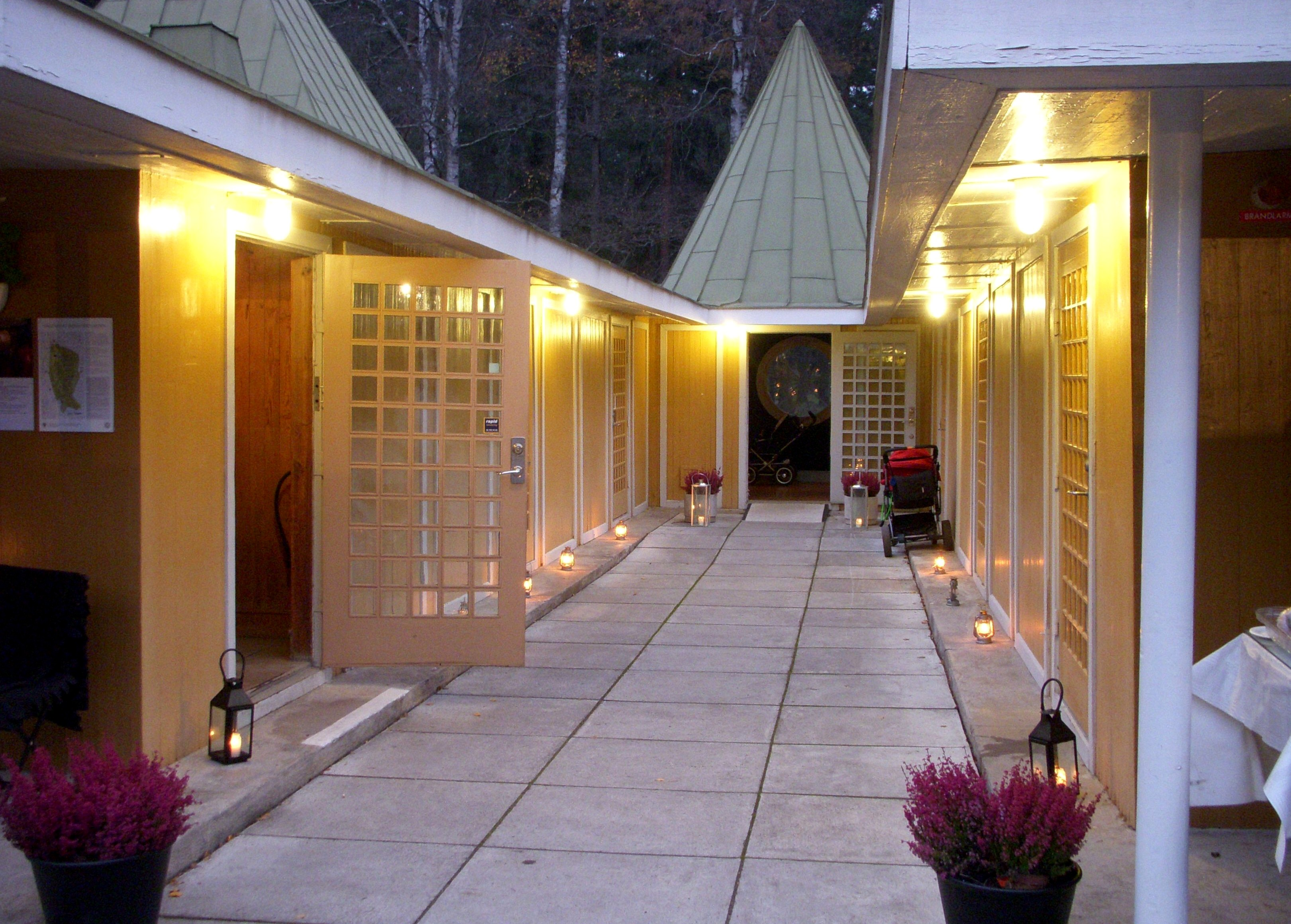
Innergården

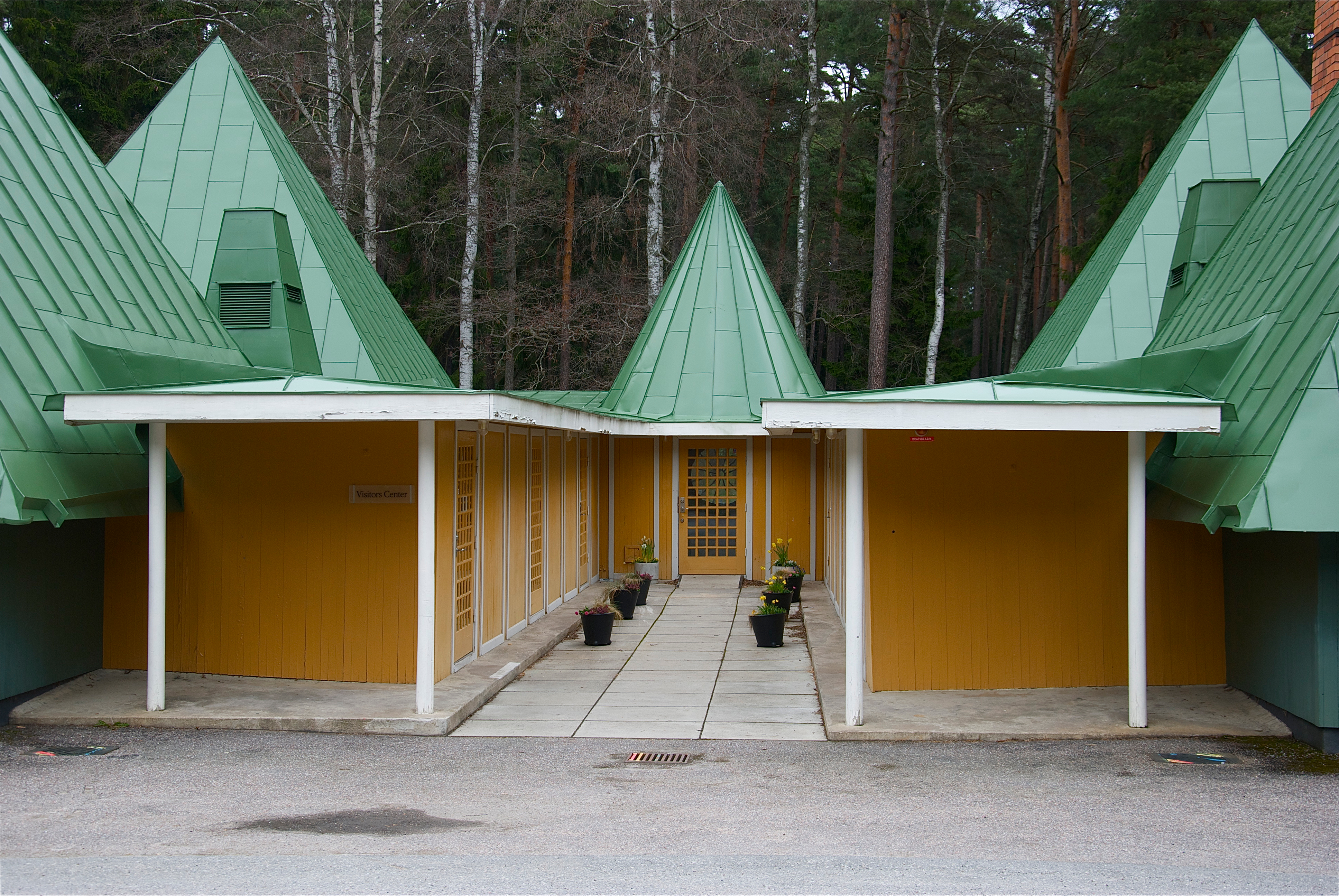
Tallumpaviljongen från syd

Namnet härrör från Gunnar Asplunds och Sigurd Lewerentz tävlingsbidrag till arkitekttävlingen om Skogskyrkogården 1915. Deras bidrag hade mottot "Tallum".  Byggnaden hade från början förmodligen tillfällig karaktär men stod kvar och fungerade fram till 1981 som kyrkogårdsförvaltningens ekonomibyggnad.
De pyramidformade taken inspirerades sannolikt av tidens intresse för klassiska former så som 1700-tals arkitekter som Claude Nicolas Ledoux eller  Étienne-Louis Boullée använde dem. De spetsiga formerna och färgsättningen med grönt tak och gröna fasader kan även vara ett arkitektoniskt grepp att låta byggnaden smälta in i tallskogen. 
Tallumpaviljongen är en träbyggnad som består av två parallella längor vilka sammankopplats genom en kort korridor på norra sidan, här ligger även huvudentrén. Mellan längorna finns en stenlagd innergård som öppnar sig mot söder.  Innergårdens fasader är hållna i gul kulör. Tallumpaviljongen kallas numera Visitors Center. Den västra byggnadslängan innehåller ett café och den östra används av kyrkogårdsförvaltningen som ett litet museum och informationscenter över Skogskyrkogårdens arkitektur och konstnärliga gestaltning. Här finns bland annat Lewerentz' länstol för officiantrummet i Uppståndelsekapellet, Asplunds enkla trästol för väntrummen till Skogskrematoriet och Carl Milles lilla Dödsängeln.